# Muzeum Regionalne w Stalowej Woli
Muzeum Regionalne w Stalowej Woli – muzeum z siedzibą w pałacu Lubomirskich w Charzewicach, dzielnicy Stalowej Woli.
Próby założenia placówki muzealnej w Rozwadowie i Stalowej Woli trwały od dawna. Otwierane były m.in. wystawy obrazujące dzieje hutnictwa w Stalowej Woli czy próby założenia muzeum regionalnego w klasztorze kapucynów w Rozwadowie. Placówka ta powstała w latach 70. XX w. dzięki inicjatywie ks. dr hab. Wilhelma Gaja-Piotrowskiego oraz akceptacji ówczesnych przełożonych klasztoru o. Edmunda Haracza i o. Stanisława Padewskiego (obecnie biskupa pracującego na Ukrainie). To muzeum przetrwało kilka lat.
Dopiero po 1989 r. można było myśleć o utworzeniu prawdziwej instytucji muzealnej w Stalowej Woli. Społeczny Komitet na Rzecz Powołania Muzeum Regionalnego w Stalowej Woli zawiązał się w styczniu 1995 r. Swoistym kapitałem założycielskim przyszłego muzeum stały się zbiory znanego historyka regionu ks. dr hab. Wilhelma Gaja-Piotrowskiego. Uroczystym aktem liczące kilka tysięcy eksponatów zbiory z zakresu etnografii, historii i sztuki regionu dolnosańskiego zostały przekazane kształtującej się placówce. 30 października 1997 r. rada miejska w Stalowej Woli powołała i nadała statut Muzeum Regionalnemu w Stalowej Woli. Pierwotnie siedzibą placówki były użyczone gościnnie sale Miejskiego Domu Kultury w Stalowej Woli. Od 2002 r. siedzibą stał się wyremontowany neoklasycystyczny pałac Lubomirskich w Charzewicach, wybudowany w latach 1782–1786.
Dyrektorem muzeum od powstania placówki do 2021 była Lucyna Mizera. W 2021 stanowisko to objęła Aneta Garanty.